# Kaleido Star
Kaleido Star (カレイドスター, Kareido Sutā) é uma série de anime original produzida pelo estúdio Japonês Gonzo. Foi criada por Junichi Sato, que dirigiu a primeira temporada[carece de fontes?]. Sato é conhecido por seu trabalho como diretor nas primeiras temporadas de Sailor Moon e na série Princesa Tutu.
A segunda temporada, Kaleido Star: Novas Asas foi dirigida por Yoshimasa Hiraike. Foram produzidos ainda três OVA, além de um mangá, um livro, e alguns audiodramas.
A série é estrelada por Sora Naegino, uma jovem japonesa que viaja para os Estados Unidos para realizar seu sonho de trabalhar no circo mundialmente famoso Kaleido Stage (Kaleido Star na dublagem brasileira).
Foi exibida no Brasil no Cartoon Network e no Boomerang, e em Portugal no Canal Panda (com  dublagem brasileira).

## Enredo

### Primeira Temporada
Sora Naegino é uma jovem japonesa com grande talento acrobático que viaja para Cape Mery, Califórnia, na esperança de fazer um teste para o Kaleido Stage, um circo mundialmente famoso que a encanta desde a infância. Porém, ela enfrenta dificuldades assim que chega.
Sora se perde no caminho para o palco, é encarada por um estranho misterioso e tem sua bolsa roubada por um ladrão. Com suas habilidades acrobáticas consegue recuperar seus pertences e ganha carona de um policial para o circo, mas chega ao fim dos testes de admissão. Ela pede por uma chance mas a estrela do Kaleido Stage e sua ídola, Layla Hamilton, diz para que volte para casa.
Um dos acrobatas porém sofre um acidente e o chefe do circo, Kalos, que presenciou Sora perseguindo o ladrão, concede a ela uma chance de se apresentar. Acreditando em seu potencial, Kalos contrata Sora após o show, para desgosto de Layla e do elenco em geral.
Com esforço, habilidade e paixão pelo palco, Sora conquista o respeito do elenco, mas Layla não se convence tão facilmente. Com a ajuda de Ken Robbins (funcionário do Kaleido Stage), das acrobatas Mia Guillem e Anna Heart, da pequena Marion Begnini, e da cantora Sarah, além de muito trabalho e determinação, Sora enfrenta diversos desafios em sua carreira ascendente. Eventualmente, ela e Layla se tornam amigas.
O pai de Layla porém a pressiona para sair do circo, e há pessoas que planejam assumir o controle e fechar o Kaleido Stage. Sempre disposta a aceitar um desafio, Sora, com ajuda de seus amigos, se esforçam para manter o show de pé.

### Segunda Temporada:Novas Asas
A segunda temporada é subtitulada no original em japonês como Aratanaru Tsubasa (Novas Asas). Seus dois primeiros episódios são de recapitulação e não foram dublados na América Latina.
Na história, Sora retorna aos palcos enquanto Layla teve que se aposentar do circo, indo fazer carreira na Broadway. A ausência da antiga estrela provoca uma queda de audiência no Kaleido Stage e por isso Kalos traz para o elenco Leon Oswald, um habilidoso acrobata de renome, porém arrogante.
Leon desaprova Sora como parceira de palco e surge então uma nova integrante no elenco, a chinesa May Wong (que também é ex-patinadora artística). May também tem Layla como ídola e declara que deve ser sua sucessora, desafiando Sora pela posição de parceira de Leon e estrela do circo.
É apenas após um incidente nos palcos que May começa a questionar a si mesma e a seus objetivos.
O primeiro objetivo de Sora na temporada é participar do festival de circo em Paris, mas os competidores farão de tudo para vencer, até mesmo trapacear. Mesmo se esforçando muito para entrar no festival, ao perceber o clima hostil do evento, Sora descobre não gostar desse tipo de espetáculo. Isso faz com que ela se retire da competição, o que confunde seus amigos e decepciona sua auto-declarada rival May, e, para desgosto de Sora, a própria Layla.
A maior parte da temporada se concentra em Sora buscando, questionando, e encontrando novos sonhos. Depois de muitas tentativas, Sora percebe que além de se tornar uma verdadeira estrela Kaleido, ela também almeja criar um espetáculo divertido e livre de conflitos, que encante igualmente o público e o elenco.

### OVAs

#### A Fantástica Princesa Que Não Conseguia Sorrir
Após o final da série, Mia escreve uma nova produção no Kaleido Stage sobre uma princesa que não sorri e um bobo da corte que espera trazer seu sorriso de volta. A ideia surge a partir de uma pintura de uma dama muito parecida com Rosetta e um bobo da corte ao fundo que surpreendentemente se parece com Fool (o espírito do palco que só pode ser visto pelos maiores talentos).
Rosetta recebe o papel principal de princesa. Infelizmente, apesar de se identificar com o papel por ter sido assim quando chegou ao Kaleido, ela tem dificuldades em interpretá-lo e, frustrada, foge em meio aos ensaios. Rosetta conseguirá desempenhar o papel com sucesso? Que ligações Fool tem com a pintura da princesa e do bobo da corte?

#### A Lenda da Fênix: A História de Layla Hamilton
O segundo OVA também se passa após o final da série, mas diferente do primeiro, não foi dublado para o português.
Layla e Sora estão prestes a lançar interpretações diferentes do espetáculo “A Lenda da Fênix”. Layla está se preparando na Broadway, mas está insatisfeita com seu desempenho. Ela sente que não poderá desempenhar o papel adequadamente se não renascer verdadeiramente como uma nova versão de si. Numa tentativa desesperada de renovação, Layla foge sozinha de bicicleta para o interior na esperança de se redescobrir.
Enquanto isso, Sora também está tentando encontrar sua própria Fênix no Kaleido Stage, mas ao saber do desaparecimento da amiga, ela, Ken e May viajam para Nova York para encontrar a antiga estrela de circo que viajava sem rumo.
Nessa viagem Layla conhece algumas pessoas diferentes e relembra memórias de sua infância enquanto pensa em como pode encontrar seu novo eu. Ela conta que foi uma criança emotiva mas após a morte prematura da mãe jurou não mais chorar nem depender de ninguém. Seus novos amigos a encorajam a resgatar sua vulnerabilidade, o que a surpreende. Na jornada Layla ainda percebe que conhecer e contracenar com Sora a motivou e inspirou, e até mesmo a mudou como pessoa. Layla se sente renascida. Sora e os outros a encontram e as duas amigas conversam sobre suas trajetórias e Sora também se sente preparada para o o novo show. Cada uma delas apresenta com sucesso sua própria Fênix.

#### Good da yo! Goood!!
Good da yo! Goood!! (traduzido literalmente como "Isto é bom! booom!") é um OVA renderizado por computação gráfica. Todos os personagens são apresentados super deformados. Este especial também não foi dublado em português.
O OVA é dividido em três partes. Na primeira, May Wong ensina um prato da culinária chinesa para Sora e Layla. Na segunda, Rosetta Passel ensia Ken a usar o diabolo. A parte final é uma lição de linguagem das focas apresentada por Marion e Jonathan (Ionatha na dublagem brasileira) a Sora.

## Música
Na versão brasileira apenas os temas da segunda temporada foram adaptados para o português, sendo utilizados em toda a série.
Temas de Abertura

1. "Take it, Shake it" por Sugar  (Episódios 1–13)
2. "Yakusoku no Basho he" por Chihiro Yonekura (Episódios 14–26)
3. "Tattoo Kiss" POR r.o.r/s (Episódios 27–51)
4. "Blanc et Noir" por Ryō Hirohashi e Kaori Mizuhashi (OVA A Fantástica Princesa Que Não Conseguia Sorrir)
5. "Ray of Light" por Sayaka Ōhara (OVA A Lenda  da Fênix - A História de Layla Hamilton)
6. "Yakusoku no Basho e" por Kaleido Stars (OVA Good da yo! Goood!!)

Temas de Encerramento

1. "Real Identity" por Sugar (Episódios 1–13)
2. "Bokuwa Kokoni IRU" por Sophia (Episódios 14–26)
3. "Escape" por ror/s (Episódios 27–50)
4. "Yakusoku no basho e" (約束の場所へ)  por Chihiro Yonekura com Kaleido Stars (Episódio 51)
5. "Tattoo Kiss" por ror/s (OVA A Fantástica Princesa Que Não Conseguia Sorrir)
6. "Golden Phoenix ~Nando demo~" (Golden Phoenix ~何度でも~)  por Sayaka Ōhara (OVA A Lenda  da Fênix - A História de Layla Hamilton)
7. "Sora no Theme" por Mina Kubota (OVA Good da yo! Goood!!)

Música de Inserção

1. "Ray of Light" por Layla Hamilton (Sayaka Ōhara ) (Episódio 50)

## Lista de episódios
| Kaleido Star | |                         |
| 1 | "Minha Estréia no Kaleido Star" Transliteração: "Hajimeteno! Sugoi! Suteegi" (em japonês: 初めての！すごい！ステージ)                              | 3 de Abril de 2003      |
| 2 | "Um Desafio Solitário" Transliteração: "Kodokuna Sugoi Charengi" (em japonês: 孤独な すごい チャレンジ)                                            | 17 de Abril de 2003     |
| 3 | "O Inalcançável Palco" Transliteração: "Tooi Sugoi Suteegi" (em japonês: 遠い すごい ステージ)                                                     | 24 de Abril de 2003     |
| 4 | "Nasce uma Grande Oportunidade" Transliteração: "Ganbareba Sugoi Chansu" (em japonês: がんばれば すごいチャンス)                                   | 1 de Maio de 2003       |
| 5 | "Longe da Minha Família" Transliteração: "Itsumo Sugoi Tooi Kazoku" (em japonês: いつも すごい 遠い家族)                                           | 5 de Maio de 2003       |
| 6 | "Uma Foquinha Simpática" Transliteração: "Chiisakute Sugoi Ottosei" (em japonês: 小さくて すごい オットセイ)                                       | 8 de Maio de 2003       |
| 7 | "A Jovem Que Não Sorria" Transliteração: "Warawanai Sugoi Shoujo" (em japonês: 笑わない すごい 少女)                                               | 15 de Maio de 2003      |
| 8 | "Uma Estrela Não Compreendida" Transliteração: "Tsurakutemo Sugoi Sutaa" (em japonês: つらくても すごい スター)                                    | 22 de Maio de 2003      |
| 9 | "O Grande Desafio" Transliteração: "Shuyaku e no Sugoi Chousen" (em japonês: 主役への すごい 挑戦)                                                 | 29 de Maio de 2003      |
| 10 | "O Desafio de um Papel Principal" Transliteração: "Shuyaku no Sugoi Kabe" (em japonês: 主役への すごい 壁)                                         | 5 de Junho de 2003      |
| 11 | "Meu Pai Já Não é o Mesmo de Antes" Transliteração: "Anna no Sugoikunai Otousan" (em japonês: アンナの すごくない お父さん)                        | 12 de Junho de 2003     |
| 12 | "Uma Obra Fantástica" Transliteração: "Atsui Sugoi Shinsaku" (em japonês: 熱い すごい 新作)                                                        | 19 de Junho de 2003     |
| 13 | "A Fantástica Competição que Desencadeia uma Tempestade" Transliteração: "Arashi wo yobu Sugoi Kyouen" (em japonês: 嵐を呼ぶ すごい 競演)          | 26 de Junho de 2003     |
| 14 | "O Fantástico e Extraordinário Circo" Transliteração: "Ayashii Sugoi Saakasu" (em japonês: 怪しい すごい サーカス)                                 | 3 de Julho de 2003      |
| 15 | "O Amor de uma Cantora" Transliteração: "Utahime no Sugoi Ai" (em japonês: 歌姫の すごい 愛)                                                       | 10 de Julho de 2003     |
| 16 | "Fantásticos e Sinistros Boatos" Transliteração: "Kuroi Sugoi Uwasa" (em japonês: 黒い すごい 噂)                                                  | 17 de Julho de 2003     |
| 17 | "O Fantástico Talento da Mia" Transliteração: "Moero! Sugoi Mia" (em japonês: 燃えろ！すごい ミア)                                                 | 24 de Julho de 2003     |
| 18 | "A Armadilha do Jovem Yuri" Transliteração: "Yuri on Sugoi Wana" (em japonês: ユーリの すごい 罠)                                                  | 31 de Julho de 2003     |
| 19 | "Os Fantásticos Laços Familiares" Transliteração: "Kazoku no Sugoi Kizuna" (em japonês: 家族の すごい 絆)                                          | 7 de Agosto de 2003     |
| 20 | "Um Fantástico Começo" Transliteração: "Zero karano Sugoi Sutaato" (em japonês: ゼロからの すごい スタート)                                        | 14 de Agosto de 2003    |
| 21 | "A Fantástica Estrela Mascarada" Transliteração: "Nazo no Sugoi Kamen staa" (em japonês: 謎の すごい 仮面スター)                                   | 21 de Julho de 2003     |
| 22 | "O Fantástico Rosto Oculto" Transliteração: "Kamen no shita no Sugoi Kakugo" (em japonês: 仮面の下の すごい 覚悟)                                  | 28 de Julho de 2003     |
| 23 | "A Técnica Fantástica" Transliteração: "Maboroshi no Sugoi Oowaza" (em japonês: 幻の すごい 大技)                                                  | 4 de Setembro de 2003   |
| 24 | "O Fantástico Treinamento Ainda Continua" Transliteração: "Mada tsuduku Sugoi Tokkun" (em japonês: まだ続く すごい 特訓)                           | 11 de Setembro de 2003  |
| 25 | "O Fantástico Vínculo de Amizade" Transliteração: "Futari no Sugoi Kizuna" (em japonês: ふたりの すごい 絆)                                        | 18 de Setembro de 2003  |
| 26 | "Um Fantástico Retorno" Transliteração: "Kizu darake no Sugoi Fukkatsu" (em japonês: 傷だらけの すごい 復活)                                       | 25 de Setembro de 2003  |
| Kaleido Star: Novas Asas | |                         |
| 27 | "O Incrível Prólogo da Estrela (Parte 1)" Transliteração: "Sutaa e no Sugoi Puroroogu (Zenben)" (em japonês: スターへの すごい プロローグ（前編）) | 4 de Outubro de 2003    |
| Fool relembra os acontecimentos da chegada de Sora ao Kaleido Star até a apresentação do espetáculo Mil e uma Noites (episódios 1 a 13). Este episódio não foi dublado. | |                         |
| 28 | "O Incrível Prólogo da Estrela (Parte 2)" Transliteração: "Sutaa e no Sugoi Puroroogu (Kouhen)" (em japonês: スターへの すごい プロローグ（後編）) | 11 de Outubro de 2003   |
| Fool relembra os acontecimentos da apresentação do espetáculo Liberdade até a Técnica Fantástica (episódios 17 a 26). Este episódio não foi dublado.                    | |                         |
| 29 | "Dois Fantásticos Rivais" Transliteração: "Atarashii Sugoi Raibaru" (em japonês: 新しい すごい ライバル)                                           | 18 de Outubro de 2003   |
| 30 | "Uma Fantástica Integrante" Transliteração: "Mou hitori no Sugoi Shinjin" (em japonês: もう一人の すごい 新人)                                     | 25 de Outubro de 2003   |
| 31 | "A Fantástica Paixão de Uma Rival" Transliteração: "Jyounetsu no Sugoi Raibaru" (em japonês: 情熱の すごい ライバル)                               | 1 de Novembro de 2003   |
| 32 | "Uma Fantástica Competição Sobre o Gelo" Transliteração: "Koori no ue no Sugoi Taiketsu" (em japonês: 氷の上の すごい 対決)                        | 8 de Novembro de 2003   |
| 33 | "O Fantástico Esforço da Rosetta" Transliteração: "Ase to namida no Sugoi Rosetta" (em japonês: 汗と涙の すごい ロゼッタ)                          | 15 de Novembro de 2003  |
| 34 | "A Fantástica Senhorita Layla" Transliteração: "Yappari Sugoi Layla-san" (em japonês: やっぱり すごい レイラさん)                                  | 22 de Novembro de 2003  |
| 35 | "A Fantástica Estreia de Marion" Transliteração: "Marion no Sugoi Debyuu" (em japonês: マリオンの すごい デビュー)                                 | 29 de Novembro de 2003  |
| 36 | "O Fantástico Treinamento Com O Jovem Leon" Transliteração: "Leon to no Sugoi Tokkun" (em japonês: レオンとの すごい 特訓)                         | 6 de Dezembro de 2003   |
| 37 | "Os Dois Fantásticos Demônios" Transliteração: "Futari no Sugoi Akuma" (em japonês: 二人の すごい 悪魔)                                            | 13 de Dezembro de 2003  |
| 38 | "O Fantástico Contra-ataque Angelical" Transliteração: "Tenshi no Sugoi Hangeki" (em japonês: 天使の すごい 反撃)                                  | 20 de Dezembro de 2003  |
| 39 | "O Fantástico e Cruel Festival" Transliteração: "Zankoku na Sugoi Saiten" (em japonês: 惨酷な すごい 祭典)                                         | 27 de Dezembro de 2003  |
| 40 | "O Fantástico e Triste Retorno Para Casa" Transliteração: "Zetsubō no Sugoi Kikoku" (em japonês: 絶望の すごい 帰国)                               | 10 de Janeiro de 2004   |
| 41 | "Uma Fantástica Decisão" Transliteração: "Saishuppatsu no Sugoi Ketsui" (em japonês: 再出発の すごい 決意)                                         | 17 de Janeiro de 2004   |
| 42 | "Uma Fantástica e Inesperada Interpretação" Transliteração: "Kutsujyoku no Sugoi Kyouen" (em japonês: 屈辱の すごい 共演)                          | 24 de Janeiro de 2004   |
| 43 | "A Fantástica Proposta do Policial" Transliteração: "Porisu no Sugoi Puropoozu" (em japonês: ポリスの すごい プロポーズ)                           | 31 de Janeiro de 2004   |
| 44 | "O Fantástico Poder de Um Sorriso" Transliteração: "Egao no Sugoi Hasshin!" (em japonês: 笑顔の すごい 発進！)                                     | 7 de Fevereiro de 2004  |
| 45 | "O Fantástico Passado do Leon" Transliteração: "Reon no Sugoi Kako" (em japonês: レオンの すごい 過去)                                             | 14 de Fevereiro de 2004 |
| 46 | "Uma Fantástica Luta Criada Pelo Destino" Transliteração: "Shukumei no Sugoi Kettō" (em japonês: 宿命の すごい 決斗)                               | 21 de Fevereiro de 2004 |
| 47 | "O Fantástico Anjo que Desceu no Palco" Transliteração: "Maiorita Sugoi Tenshi" (em japonês: 舞い降りた すごい 天使)                               | 28 de Fevereiro de 2004 |
| 48 | "O Fantástico Cisne Ferido" Transliteração: "Kizutsuita Sugoi Hakucho" (em japonês: 傷ついた すごい 白鳥)                                          | 6 de Março de 2004      |
| 49 | "O Fantástico Futuro que Nos Espera" Transliteração: "Hitori Hitori no Sugoi Mirai (Ashita)" (em japonês: ひとりひとりの すごい 未来（あした）)    | 13 de Março de 2004     |
| 50 | "O Fantástico Combate entre Sora e Layla" Transliteração: "Sakerarenai Mono Sugoi Ikkiuchi" (em japonês: 避けられない ものすごい 一騎討ち)         | 20 de Março de 2004     |
| 51 | "O Fantástico Caminho Para a Terra Prometida" Transliteração: "Yakusoku no Sugoi Basho e" (em japonês: 約束の すごい 場所へ)                       | 27 de Março de 2004     |

### OVAs
| N.º                       | Título em português Título original | Exibição original      |
| ------------------------- | --- | ---------------------- |
| 52                        | "A Fantástica Princesa Que Não Conseguia Sorrir" Transliteração: "Kareidosutā aratanaru tsubasa - ekisutora sutēji - “warawanai sugoi ohimesama”" (em japonês: カレイドスター 新たなる翼 -EXTRA STAGE-『笑わない すごい お姫様』) | 24 de Setembro de 2004 |
| 53                        | "Kaleido Star: A Lenda da Fênix - A História de Layla Hamilton -" Transliteração: "Kareidosutā Legend of Fenikkusu ~ Reira Hamiruton Monogatari ~" (em japonês: カレイドスター Legend of Phoenix ～レイラ・ハミルトン物語～)      | 11 de Dezembro de 2005 |
| Este OVA não foi dublado. | |                        |
| 54                        | "Kaleido Star: Isto é Bom! Booom!" Transliteração: "Kareidosutā Guddoda yo! Gu~u ̄ ddo!" (em japonês: カレイドスター ぐっどだよ! ぐぅーっど!)                                                                                      | 27 de Setembro de 2006 |
| Este OVA não foi dublado. | |                        |

## Mangá
Uma série de mangá, intitulada Kaleido Star ~Mirai no Tsubasa~ (Asas do Futuro), começou a ser serializada no Japão na revista Shōnen Fang em fevereiro de 2007. Quinze anos após os eventos do anime, a irmã mais nova de Sora, Yume, resolve se juntar ao Kaleido Stage na esperança de conhecer sua irmã, que por razões desconhecidas não visita sua família há anos.
A serialização se encerrou na edição de setembro de 2007 (publicada em julho), quando a revista foi extinta.